# Pasquale Catalano (Komponist)
Pasquale Catalano (* 1966 in Neapel, Italien) ist ein italienischer Komponist.

## Biografie
Pasquale Catalano studierte Gitarre, Violine, Klavier und Komposition an den Musikkonservatorien in Neapel, Avellino und Matura. Anschließend arbeitete er ab 1985 als Komponist und schrieb Musik für Theaterproduktionen, bevor er sich ab Ende der 1990er als Filmkomponist etablieren konnte. Für seine Musik aus der von Ferzan Özpetek inszenierten Komödie Männer al dente wurde Catalano bei der Verleihung des Europäischen Filmpreises 2010 für die Beste Filmmusik nominiert.

## Filmografie (Auswahl)
- 2009: Die doppelte Stunde (La doppia ora)
- 2009: La siciliana ribelle
- 2010: Barney’s Version
- 2010: Männer al dente (Mine vaganti)
- 2012: Magnifica presenza
- 2015: Suburra
- 2018: Das Geheimnis von Neapel (Napoli velata)
- 2019: Die Göttin Fortuna (La dea Fortuna)